# جيل سيوني
جيل سيوني (14 يونيو 1984 بباستيا في فرنسا - ) (بالفرنسية: Gilles Cioni)‏ هو لاعب كرة قدم فرنسي في مركز الدفاع. شارك مع منتخب كورسيكا لكرة القدم. أما مع النوادي، فقد لعب مع نادي باريس ونادي باستيا.

## روابط خارجية
- جيل سيوني على موقع رابطة كرة القدم الفرنسية للمحترفين (الإنجليزية)
- جيل سيوني على موقع إي إس بي إن إف سي (الإنجليزية)
- جيل سيوني على موقع قاعدة بيانات كرة القدم.إي يو (الإنجليزية)
- جيل سيوني على موقع ليكيب (الفرنسية)
- جيل سيوني على موقع Soccerbase.com (لاعب) (الإنجليزية)
- جيل سيوني على موقع Soccerway.com (الإنجليزية)
- جيل سيوني على موقع AS.com (الإسبانية)